# Бельгия на «Евровидении-1962»
Бельгия принимала участие в Евровидении 1962, проходившем в Люксембурге, Люксембург. На конкурсе её представлял в очередной раз Фуд Леклерк с песней «Ton nom», выступавший под номером 2. В этом году страна вновь заняла последнее место. Но в этом году, впервые за историю Евровидения, страна не получила ни одного балла. Комментаторами конкурса от Бельгии в этом году стали Николь Ведрес и Вильем Дайс.
Для Фуда Леклерка это было уже четвёртое выступление на конкурсе «Евровидение».

## Национальный отбор[3]
| Номер | Артист                | Песня             | Место |
| ----- | --------------------- | ----------------- | ----- |
| 1     | Фуд Леклерк           | «Ton nom»         | 1-е   |
| 2     | Robert-Charles Lanson | «Toi, mon copain» | —     |
| 3     | Any Godet             | «Hambourg»        | —     |
| 4     | Ferry Devos           | «Nóublie jamais»  | —     |
| 5     | Eric Channe           | «Toi, la femme»   | —     |

Национальный отбор состоялся 19 февраля 1962 года. В жюри вошло 10 человек. Победителем стал Фуд Леклерк с песней «Ton nom», который уже представлял Бельгию в 1956, 1958 и 1960 годы.

## Страны, отдавшие баллы Бельгии
Каждый член жюри мог распределить 6 очков: 3 — лучшей песне, 2 — второй и 1 — третьей. Песня с наибольшим количеством очков получала 3 очка, со вторым результатом — 2 очка, с третьим — одно очко: это считалось окончательным голосом и объявлялось как часть «Голоса Европейского жюри».
Впервые за историю конкурса «Евровидение» Бельгия, наряду с Австрией, Испанией и Нидерландами, не получили ни одного балла.

## Страны, получившие баллы от Бельгии
| 3 балла | Люксембург |
| 2 балла | Франция    |
| 1 балл  | Югославия  |